# Monica Gamba
Monica Gamba (20 febbraio 1982) è un'ex calciatrice italiana, di ruolo portiere.

## Carriera
Monica Gamba ha iniziato a giocare a calcio nel 2003, all'età di 21 anni, trovando un accordo con l'Atalanta per ricoprire il ruolo di portiere. Fa il suo debutto nel corso della stagione 2008-2009 affiancando tra i pali Carlotta Filippi, disputando 14 partite e subendo 30 reti.
La stagione successiva ha giocato 10 partite, subendo 19 gol. In totale ha disputato 24 gare in Serie A, per un totale di 1 513 minuti.
Durante il calciomercato estivo 2010 si trasferisce al Brescia, affrontando la stagione entrante come secondo di Carla Brunozzi.